# Grand Sudbury
Pour les articles homonymes, voir Sudbury.
Grand Sudbury (en anglais : Greater Sudbury), le plus souvent appelée simplement Sudbury et anciennement nommée Sainte-Anne-des-Pins, est une ville du Nord de l'Ontario au Canada. Elle compte une population francophone notable et un important pôle culturel franco-ontarien. L'abondance de nickel dans la région lui vaut également le surnom de Capitale du nickel.

## Géographie

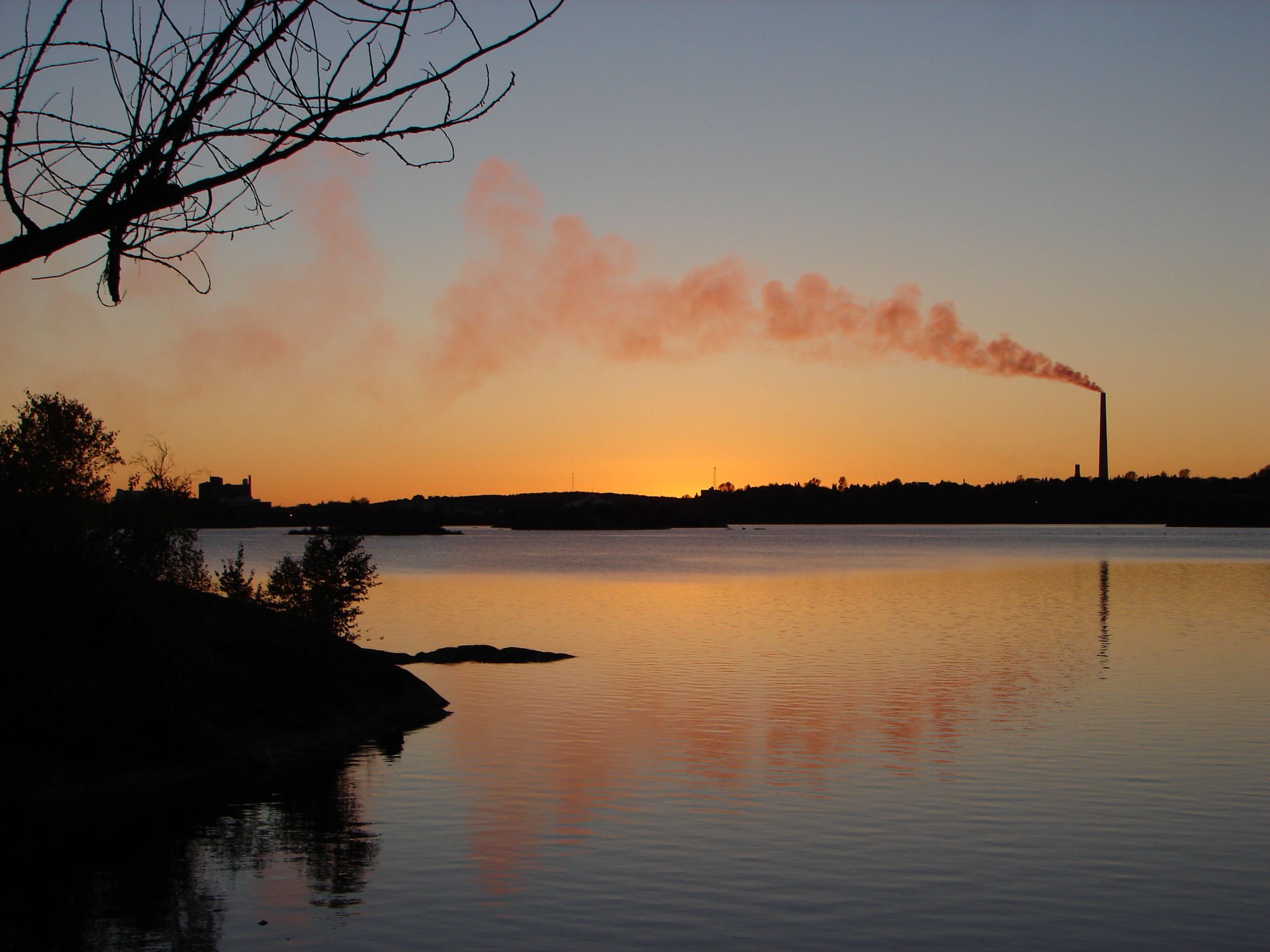
Coucher de soleil à Sudbury.

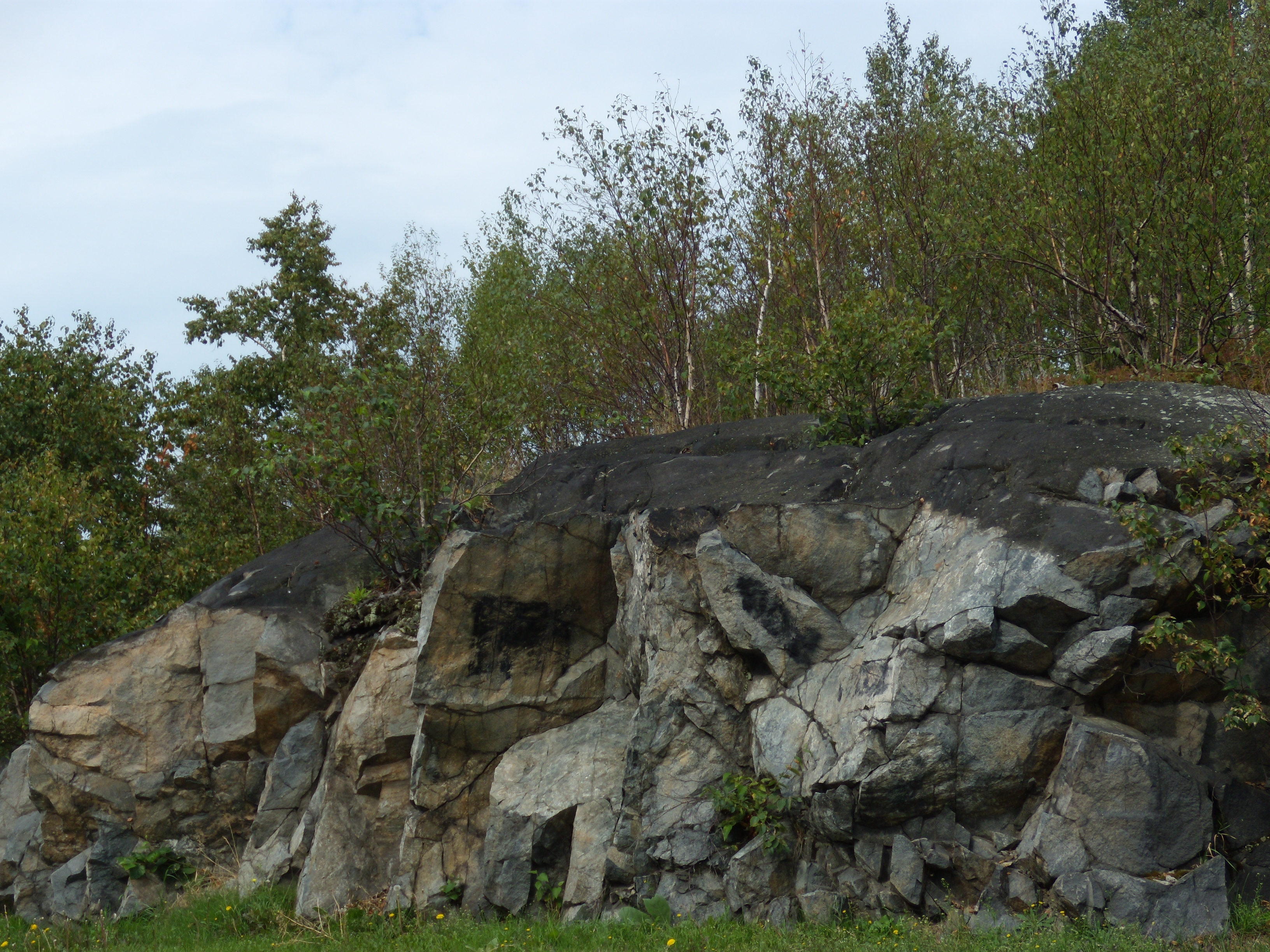
Rochers typiques de la région.

La ville du Grand Sudbury se trouve au nord du lac Huron entre les villes de North Bay et de Sault-Sainte-Marie. Son territoire couvre une superficie totale de 3 627 km2, dont 3 228,35 km2 en terres, ce qui en fait l'une des plus grandes municipalités de l'Ontario. Sudbury se trouve dans le Bouclier canadien. Elle est reconnue pour sa géographie particulière, étant formée dans le cratère d'impact d'une météorite écrasée il y a 1,85 milliard d'années, créant ainsi le bassin de Sudbury. D'immenses rochers à surface noire font la particularité de la géologie. Bien que la région soit davantage boisée de nos jours, les astronautes de la NASA venaient autrefois s'entraîner à Sudbury avant de partir en mission, en raison de son relief ressemblant à celui de la lune.
Deux bassins versants drainent le territoire, soit celui de la rivière des Français à l'est, qui se jette dans la Baie Georgienne et celui de la rivière Spanish à l'ouest tributaire du Lac Huron. Les rivières Wanapitei et Vermillon arrosent la municipalité. Le territoire se distingue par son abondance d'étendues d'eau, soit quelque 330 lacs de plus de 10 hectares, dont le lac Wanapitei. Les eaux représentent 16 % de la superficie totale. Différentes espèces floristiques sont envahissantes, dont la berce du Caucase, le cladocène épineux et la myriophylle en épi.

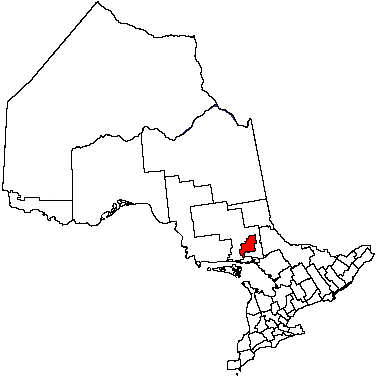
Carte de Grand Sudbury.

## Urbanisme

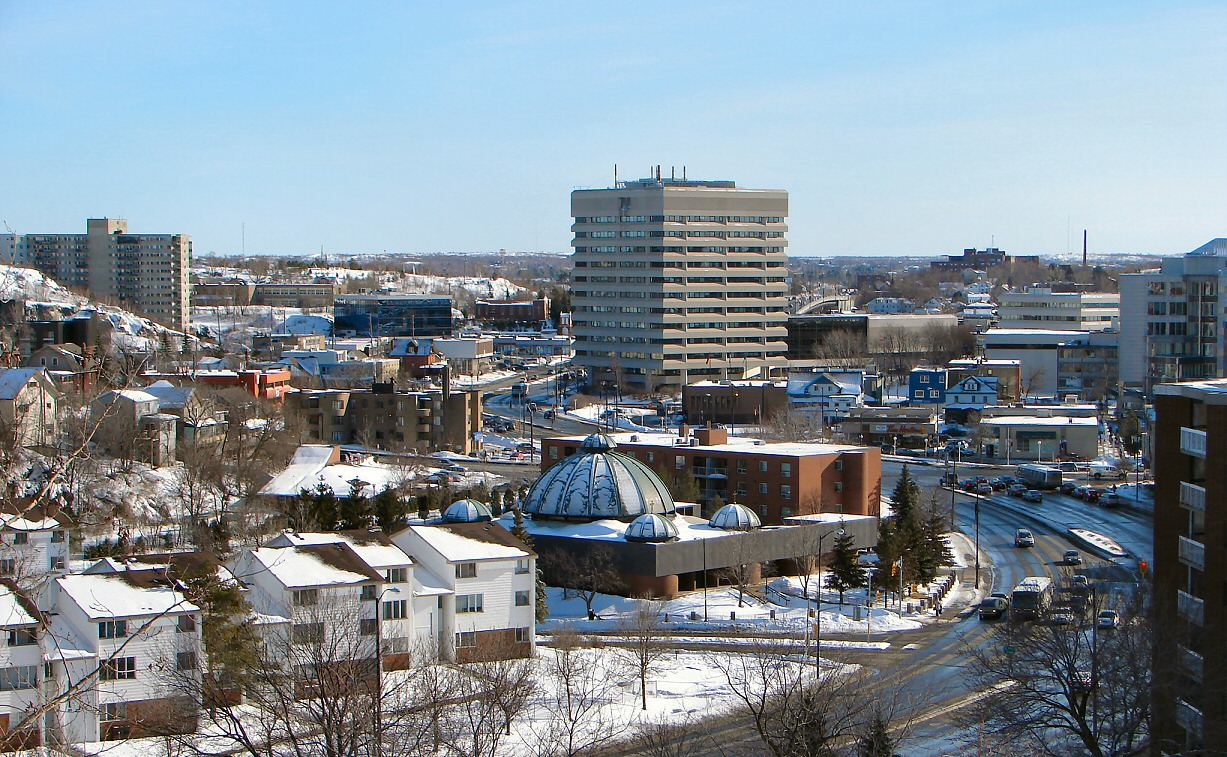
Centre-ville de Sudbury.

Une grande partie des abords de lacs est occupée par des habitations riveraines, soit pour environ 7 000 habitants ou 4 % de la population totale. Sudbury est sur le tracé de la route Transcanadienne. La route se divise en deux axes à Sudbury. Les deux itinéraires mènent à Ottawa où les routes fusionnent. Une des extrémités de la Route 69 est à Sudbury. La Route 17 traverse également la ville.
La ville de Sudbury a un système de transport en commun par autobus, le Transit du Grand Sudbury. Le coût d'un trajet individuel est de 2,80 $ (2013). Service Handi-Transit assure le service de transport adapté pour les personnes handicapées. Les compagnies Greyhound et Ontario Northland ont également des terminus d'autobus à Sudbury. La ville est également desservie par l'aéroport de Sudbury, qui transporte des passagers vers des destinations telles qu'Ottawa, Toronto, ou d'autres villes nord-ontariennes dont Kapuskasing, Timmins et Thunder Bay.

## Histoire

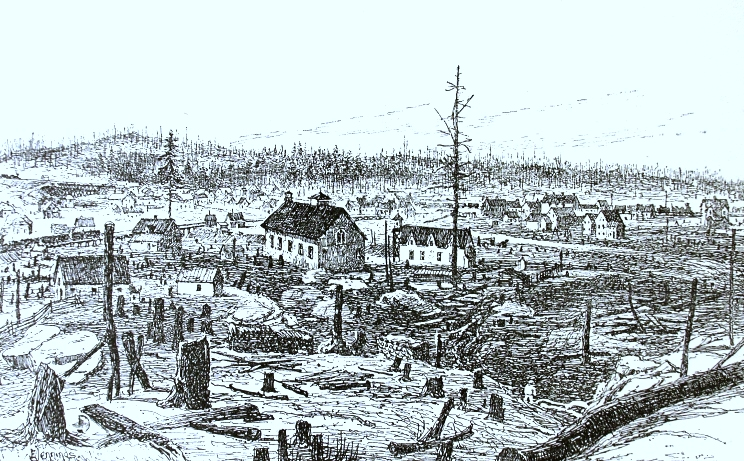
Sainte-Anne des Pins en 1888.

Sainte-Anne-des-Pins est fondée en 1883. James Worthington, surintendant de la construction au début du peuplement contemporain en 1893, baptise le nouvel établissement du nom du lieu de naissance de son épouse, soit Sudbury en Angleterre. La première bibliothèque publique est ouverte à la fin du XIXe siècle. En 1914, on construit la première école de langue française de la ville, l'École Centrale, rebaptisée École Saint-Louis-de-Gonzague. Dans les années 1970, des jeunes franco-ontariens fondent la Coopérative des artistes du Nouvel-Ontario, à l'origine d'une effervescence de création culturelle et événement marquant de l'histoire de la littérature franco-ontarienne avec l'affirmation de l'identité franco-ontarienne. La municipalité actuelle de la ville de Grand Sudbury est créée en 2001 par le regroupement de la municipalité régionale de Sudbury, soit l'ancienne ville de Sudbury et les municipalités de banlieue de Vallée Est, Capreol, Rayside-Balfour, Nickel Centre, Onaping Falls et Walden sous une seule administration municipale.

## Héraldique
| L'écu Grand Sudbury se blasonne ainsi : Coupé en cime de sapin de sinople et d'or, à une étoile d'or au canton dextre du chef. |

## Politique
La municipalité actuelle remplace l'ancienne municipalité régionale qui regroupait plusieurs municipalités locales sur le même territoire.

### Conseil
Le conseil municipal de Sudbury comporte 12 conseillers et un maire élus lors d'élections ayant lieu à un intervalle de 4 ans. La prochaine élection municipale aura lieu le 24 octobre 2022.
La Ville de Grand Sudbury permet la consultation de ses archives par le public depuis 2012.

### Représentation provinciale
Sudbury est aussi le nom d'une circonscription provinciale. Le député est le libéral Glenn Thibeault, qui a été élu lors d'une élection partielle tenue le 5 février 2015 à la suite de la démission du député Joe Cimino en novembre 2014, après moins de six mois de mandat. L'autre circonscription qui couvre une région du Grand Sudbury, Nickel Belt, est détenue par la néo-démocrate France Gélinas.

2 de 3 députés provinciaux et fédéraux de la ville relèvent actuellement du NPD.

### Représentation fédérale
Sudbury est aussi le nom d'une circonscription fédérale, qui est actuellement vacante à la suite de la démission du député néo-démocrate Glenn Thibeault, qui a changé de palier de gouvernement et de parti et représente maintenant Sudbury au niveau provincial en tant que libéral. Nickel Belt est l'autre circonscription qui couvre la région du Grand Sudbury, et elle est représentée par Claude Gravelle, également du Nouveau Parti démocratique du Canada.

## Religion
59% de la population est catholique. Environ 4% relèvent du protestantisme anglican. De plus environ 0,41% de la population de Grand Sudbury est musulmane. Enfin 18% se déclarent sans affiliation religieuse.
Les catholiques relèvent du Diocèse de Sault Ste-Marie tandis que les anglicans, pour leur part, sont intégrés au Diocèse anglican de Algoma. Actuellement[Quand ?] l'évêque anglican pour ce diocèse est Anne Germond. L'évêque actuel du diocèse de Sault Ste-Marie est quant à lui Marcel Damphousse.

## Démographie
Au recensement du Canada de 2016, la population totale s'élève à 161 531 habitants, soit une hausse de 1 257 personnes (0,8 %) entre 2006 et 2011. La densité brute de la population est de 50,0 habitants/km2 pour l'ensemble de la municipalité. Le parc résidentiel s'élève à 75 029 logements privés, dont 69 152 sont occupés par des résidents habituels,.
Évolution de la population totale, 1991-2016
Au recensement du Canada de 2011, elle est la 29e agglomération la plus peuplée du Canada, et la 14e en Ontario.
Données 2011
Population : 160 274.
- Anglophones : 102 415
- Francophones : 42 805
- Bilingues : 59 405[19]
- Allophones : 8 950

Les habitants d'origine des Premières Nations forment 6 % de la population. Les principales langues non officielles parlées à la maison comprennent l’italien, le finnois, l’allemand, l’ukrainien et le polonais. L'italien est parlé à la maison par 1 900 habitants et le finnois par 795 habitants (2011).
L'italien est principalement concentré dans les régions de Copper Cliff et de Gatchell, tandis que le français est lui principalement concentré dans les régions de Chelmsford et d'Azilda.
| 2011    | 2016    | - | - |
| ------- | ------- | - | - |
| 160 274 | 161 531 | - | - |

## Transport
La ville de Sudbury a un système de transport en commun par autobus, le Transit du Grand Sudbury. Le coût d'un trajet individuel est de 3,50 $ (2022). Service Handi-Transit assure le service de transport adapté pour les personnes handicapées. Les compagnies Greyhound et Ontario Northland ont également des terminus d'autobus à Sudbury. La ville est également desservie par l'aéroport de Sudbury, qui transporte des passagers vers des destinations telles qu'Ottawa, Toronto, ou d'autres villes nord-ontariennes dont Kapuskasing, Timmins et Thunder Bay. Un important lien routier est la route 69 qui est l'une des routes principales du nord de l'Ontario.

## Économie

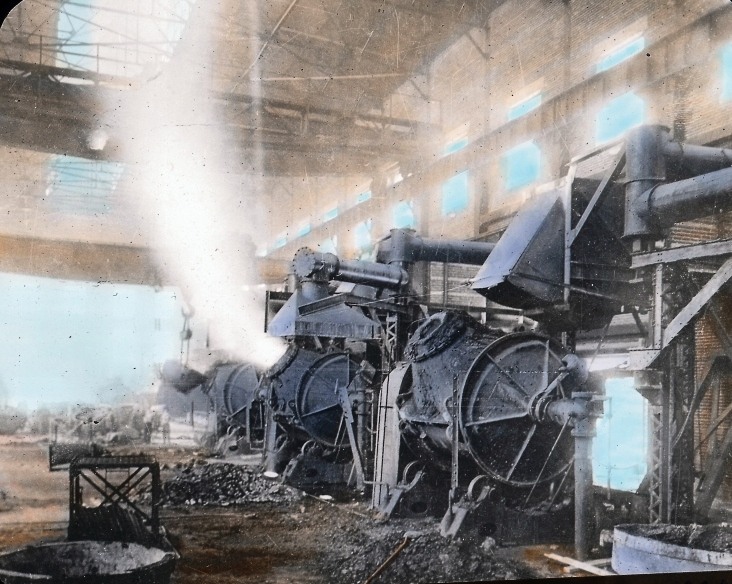
Convertisseur de cuivre, industrie du nickel, Sudbury, 1920.

La base de l'économie de Sudbury repose sur l'exploitation minière mais sa structure est relativement diversifiée en raison du développement de l'industrie forestière, de l'administration publique, de l'enseignement supérieur et de la recherche. Dans la région, les mines de nickel, de cuivre et de fer dominent, avec les compagnies Vale et Xstrata Nickel. Sudbury est située dans un cratère d'impact large, qui a causé un large dépôt de métaux. 27 % de la production mondiale de nickel provient de mines situées dans le cratère d'impact de Sudbury. Les compagnies minières engendrent 6 000 emplois directs alors que les 300 entreprises de biens et de services miniers emploient 10 000 personnes. Sudbury est aussi un centre régional des services pour le Nord-Est de l'Ontario, soit un marché de 550 000 habitants.

## Culture
Sudbury est un important centre culturel francophone, comptant notamment le Théâtre du Nouvel-Ontario, les Éditions Prise de parole, CANO, la Slague du Carrefour francophone, la galerie d'art de Sudbury, l'Orchestre symphonique de Sudbury, le Centre franco-ontarien de folklore et la Place des Arts du Grand Sudbury. Sudbury compte plusieurs établissements d'enseignement supérieur et de recherche, soit l'Université Laurentienne, le Collège Boréal et l'Université de Sudbury. C'est d'ailleurs à l'Université de Sudbury que Gaétan Gervais et Michel Dupuis hissent pour la première fois le drapeau franco-ontarien, qu'ils avaient créé, le 25 septembre 1975.
Sudbury compte treize bibliothèques publiques municipales comportant une collection d'environ 45 000 documents en français. Les romans Le seuil des vingt ans et Les pays étrangers de Jean Éthier-Blais se passent à Sudbury. Un salon du livre s'étendant sur plusieurs jours est organisé à tous les deux ans à Sudbury pour offrir à la communauté une vaste gamme de produits littéraires. Le poète Patrice Desbiens, dans son recueil Sudbury (1983), décrit la région minière de Sudbury comme un milieu inhospitalier, « cette ville qui nous écrase », « qui nous mange comme un cancer », « qui nous arrache les ailes ». Robert Dickson, dans Abris nocturnes (1986), fait l'éloge de la fraternité dans un monde frappé par la perte des valeurs humaines, dans le décor de Sudbury, ville industrielle et ville solidaire. Il a également contribué comme auteur au recueil Contes sudburois, aux côtés de Jean Marc Dalpé, Paulette Gagnon, Michael Gauthier, Brigitte Haentjens, Robert Marinier.
La ville du Grand Sudbury est également l'hôte de plusieurs festivals qui se déroulent à différentes périodes de l'année, notamment La Nuit sur l'étang en mars, un festival de jazz en septembre et le Festival international du film Cinéfest. Le Cabaret Africain, en automne, est une célébration des traditions culturelles et folkloriques des différentes communautés africaines. Des festivités et des spectacles ont également lieu à chaque année à l'occasion de la Saint-Jean-Baptiste, en juin.
Les médias francophones et anglophones se côtoient à Sudbury. Au niveau écrit, les journaux The Sudbury Star et le Northern Life se partagent principalement les lecteurs anglophones, et les francophones lisent le journal Le Voyageur. Les médias radiophoniques francophones sont assurés par les stations de la Première chaîne de Radio-Canada (CBON-FM) et de Le Loup (CHYC-FM). Radio-Canada dessert également la région de Sudbury à la télévision. L'hebdomadaire français de Sudbury l'Ami du peuple était publié à Sudbury. Jean Éthier-Blais y rédigeait des articles vers 1942.

## Société

Logo des Wolves de Sudbury.

La Manoir des pionniers héberge 433 personnes non autonomes avec des besoins de soins de santé de longue durée Au hockey junior évoluent les Wolves de Sudbury, dans la Ligue de hockey de l'Ontario. De plus, la ville a été l'hôte des Jeux d'été de l'Ontario en 2010, ainsi que de la 5e édition des Jeux de la francophonie canadienne en 2011. La collectivité compte quatorze arénas, 54 patinoires extérieures, plus une piste ovale de patinage et le sentier de patinage du lac Ramsey (en).

### Personnalités
- Al Arbour (1932-2015), joueur de hockey sur glace
- Rhéal Bélisle (1919-1992), homme politique
- Todd Bertuzzi (né en 1975), joueur de hockey
- Jean-Sébastien Busque, acteur et réalisateur
- Jean Éthier-Blais (1925-1995), écrivain et diplomate
- Jean Marc Dalpé (né en 1957), écrivain
- Paul Desmarais, homme d'affaires
- Robert Dickson (1944-2007), écrivain
- Patrice Desbiens (né en 1948), poète
- Brigitte Haentjens (née en 1951), metteuse en scène
- Madison Kvaltin (née en 1998), mannequin
- Ange-Émile Maheu (1931-2008), conteur
- Robert Marinier (né en 1954), dramaturge
- David Johnston (né en 1941), gouverneur général du Canada
- André Paiement (1950-1978), dramaturge et musicien
- Stéphane Paquette (né en 1973), chanteur et acteur
- Mathieu Pichette, acteur et réalisateur
- Félix Tanguay, acteur et réalisateur
- Alex Trebek (1940-2020), animateur
- Cloé Lacasse (née en 1993), joueuse internationale de football (soccer)

## Galerie photo

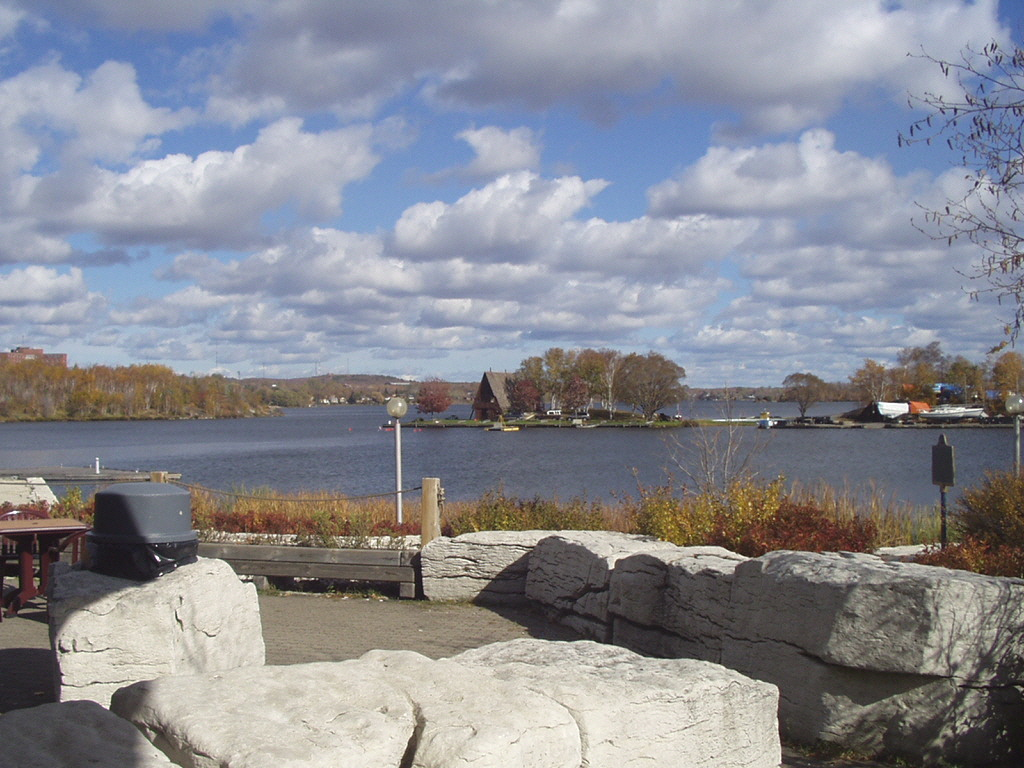
Le lac Ramsey (en) vu du Science Nord.
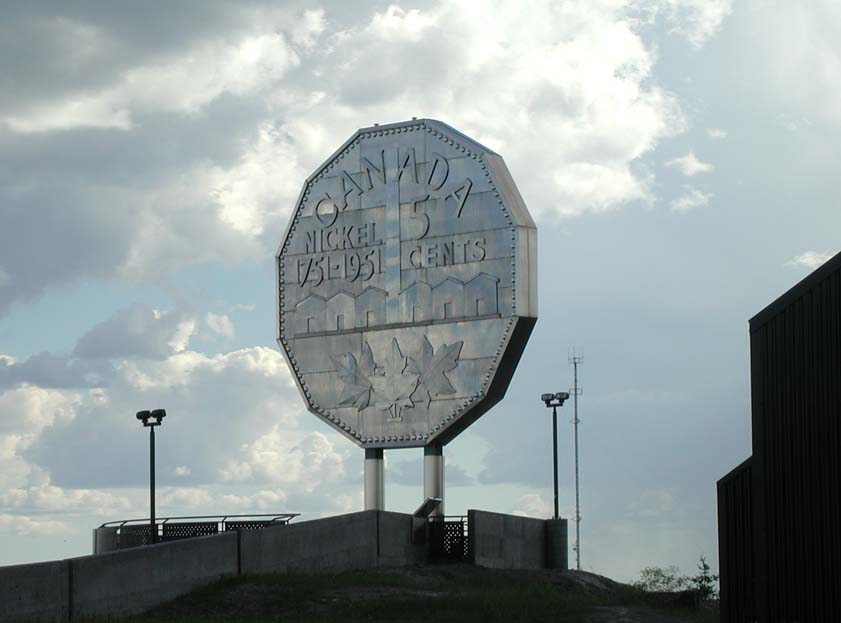
Le Gros Cinq Cents.